# Quinta das Machadas
A Quinta das Machadas é uma quinta situada na Estradas das Machadas, no concelho de Setúbal.

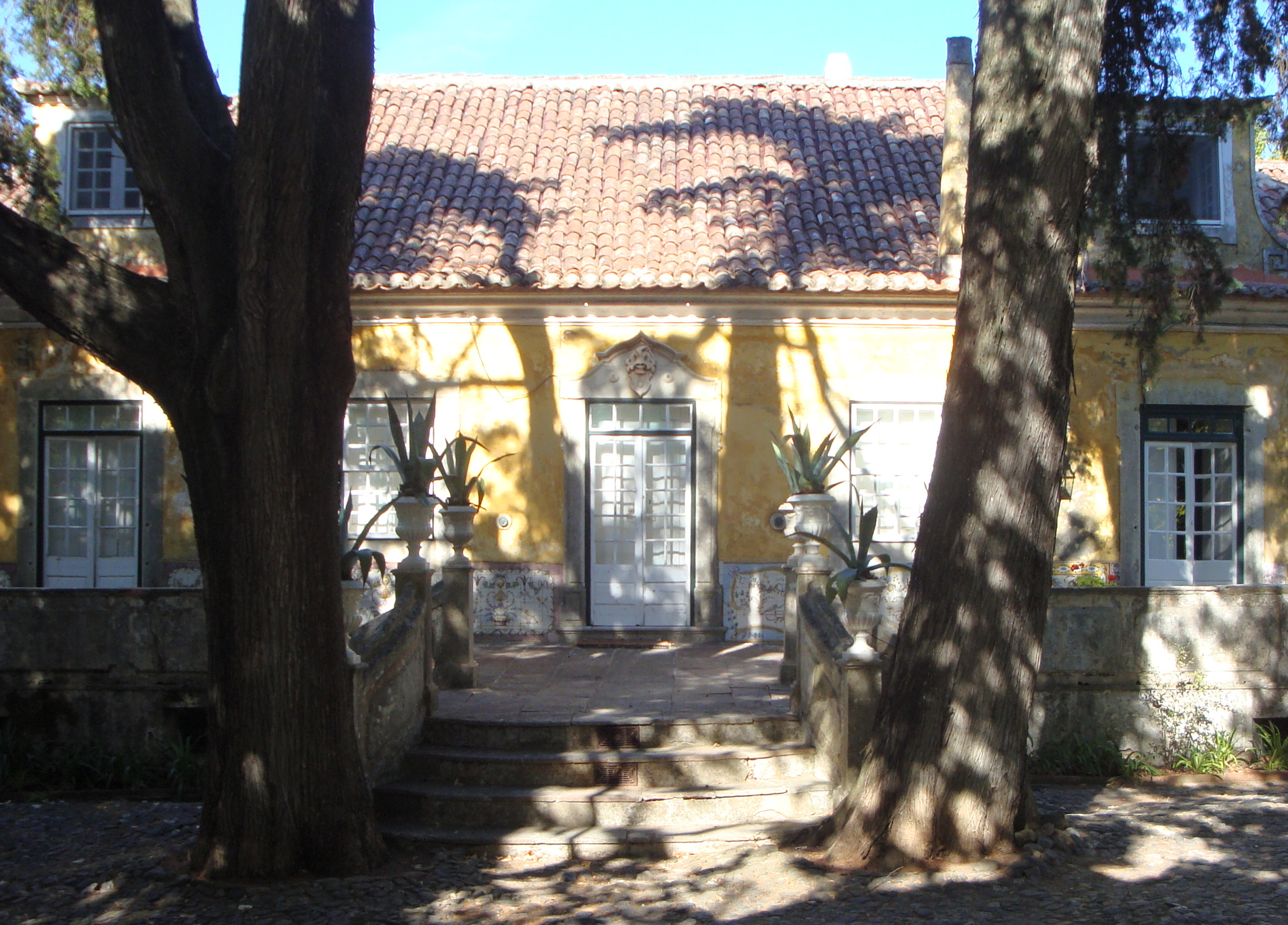
Quinta das Machadas

A Quinta das Machadas (hoje reduzida a 8 hectares) era uma grande e importante propriedade e morgadio em Setúbal, - Morgado do Guarda-Mor (refere-se ao Guarda Mor do Sal de Setúbal) - grande produtor de laranjas, com mais de 6000 laranjeiras (grande parte para exportação), vinha e olival.

## História
A quinta é constituída por duas áreas distintas, a das Machadas de Baixo e a das Machadas de Cima.
A Quinta das Machadas remonta ao final do século XVI.
A quinta foi pertença da Ordem de Santiago, a quem pagava foro, e teve como seu primeiro proprietário, Diogo Botelho de Moraes Sarmento, 1.º Guarda-Mor do Sal de Setúbal, Comendador da Ordem de Santiago, Comendador da Ordem de Cristo, Fidalgo da Casa Real.
Esteve mais de 200 anos na família Botelho de Moraes Sarmento, tendo sido vendida em 1815 por outro Diogo Botelho de Moraes Sarmento, 5.º Guarda-Mor do Sal de Setúbal, a Jacob Frederico Torlades, que reconstrui a zona residencial das Machadas de Cima.
A quinta passou para a família O'Neill, pelo casamento da filha de Jacob Henrique Torlades, Ana João Torlades, com Carlos O'Neill. Nesta altura foi colocado, sobre a porta da fachada ocidental, o brasão desta família, em substituição do brasão dos Botelho de Moraes Sarmento .
O actual proprietário (Agosto de 2015) é Hugo O'Neill,

## A casa, o jardim e a zona de lazer
Possui uma bonita casa (solar) ao gosto pombalino.
Na residência salienta-se a fachada ocidental com silhares de azulejos e os frescos de uma das salas, ao estilo D. Maria I.
O jardim possui linhas clássicas e organização geométrica, com lagos, bancos e silhares de azulejo de padrão do período pombalino.
Na zona de exploração agrícola existe uma zona de lazer que integra um poço, uma fonte com embrechados, tanque e bancos revestidos com azulejos azuis e brancos do século XVIII.
O tanque é decorado com dois medalhões com as efígies do casal fundador. No interior do tanque pode ver-se uma estátua de Neptuno.
O tanque de rega da área de exploração agrícola é enriquecido com esculturas pois integra uma zona de lazer. 

## A visita de D. João VI
D. João VI visitou a quinta em 1825.
Os proprietários colocaram uma lápide a assinala o facto:
«O Senhor Rey D. João VI, acompanhado pelas Sereníssimas Senhoras Infantas D. Isabel Maria e D. Maria D'Assumpção e da corte, foi recebido e hospedado n'esta casa por seu proprietário Carlos O'Neill.
Aos XXV de Maio de MDCCCXXV».